# Filodrillia
Filodrillia é um gênero de gastrópodes pertencente à família Borsoniidae.

## Descrição
Filodrillia é um gênero de águas profundas que se assemelha a Etrema na forma do seio, mas não da protoconcha, mas difere pela concha fina e delgada, verticilos em torre, ausência de costelas e varizes. A escultura em espiral predomina.

## Distribuição
Este gênero marinho é endêmico da Austrália e ocorre em Nova Gales do Sul, Austrália Meridional, Tasmânia e Vitória.

## Espécies
- Filodrillia aikeni Stahlschmidt, 2015
- Filodrillia angulifera Cotton, 1947
- Filodrillia columnaria Hedley, 1922
- Filodrillia crebrespirata (Verco, 1909)
- Filodrillia delicatula Laseron, 1954
- Filodrillia dolorosa (Thiele, 1925)
- Filodrillia dulcis (G. B. Sowerby III, 1896)
- Filodrillia haswelli (Hedley, 1907)
- Filodrillia lacteola (Verco, 1909)
- Filodrillia mucronata Hedley, 1922
- Filodrillia ordinata Laseron, 1954
- Filodrillia ornata Hedley, 1922
- Filodrillia pergradata Cotton, 1947
- Filodrillia stadialis Hedley, 1922
- Filodrillia teres Laseron, 1954
- Filodrillia thornleyana Laseron, 1954
- Filodrillia tricarinata (Tenison-Woods, 1878)
- Filodrillia trophonoides (Verco, 1909)
- Filodrillia vitrea Laseron, 1954

Espécies trazidas para a sinonímia
- Filodrillia recta (Hedley, 1903): sinônimo de Austrocarina recta (Hedley, 1903)
- †Filodrillia rupta Marwick, 1931: sinônimo de †Drilliola rupta (Marwick, 1931) (combinação original)
- Filodrillia steira Hedley, 1922: sinônimo de Austroturris steira (Hedley, 1922)
- †Filodrillia studiosorum L. C. King, 1933: sinônimo de †Maoritomella studiosorum (L. C. King, 1933) (combinação original)
- †Filodrillia torquatella Marwick, 1931: sinônimo de †Maoritomella torquatella (Marwick, 1931) (combinação original)